# Ревматические болезни
Ревматические болезни (коллагенозы) — это группа заболеваний, протекающих преимущественно с системным или локальным поражением соединительной ткани. 
К ним относятся болезни с преобладающим поражением суставов; васкулиты и диффузные болезни соединительной ткани; истинный ревматизм. Ревматические болезни относятся к сфере внутренних болезней и изучаются ревматологией. Ранее больных ими называли ревматики.

## Некоторые ревматические болезни

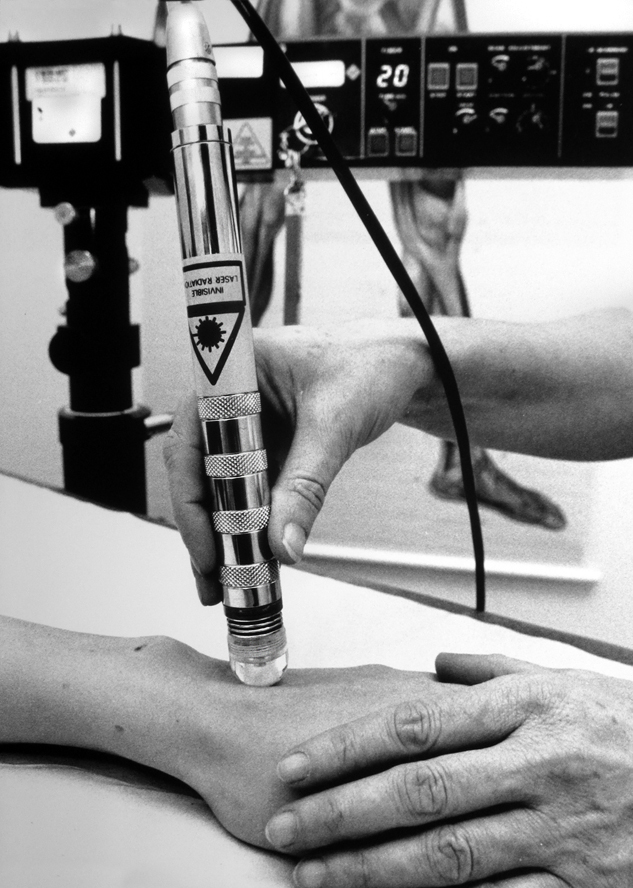
Лечение ревматизма при помощи медицинского лазера

### Болезни суставов
- Артриты микрокристаллические
- Артрит псориатический
- Артрит реактивный
- Артрит ревматоидный
- Остеоартроз
- Ревматические заболевания околосуставных мягких тканей
- Спондилит анкилозирующий (болезнь Бехтерева)

### Васкулиты системные
- Геморрагический васкулит
- Гранулёматоз Вегенера
- Микроскопический полиартериит
- Гигантоклеточный артериит (височный артериит, болезнь Хортона)
- Синдром Гудпасчера (лёгочно-почечный синдром)
- Такаясу болезнь (аорто-артериит)
- Облитерирующий тромбангиит
- Узелковый периартериит
- Болезнь бехчета

### Диффузные болезни соединительной ткани
В основе диффузных заболеваний соединительной ткани и её производных лежит системное иммуновоспалительное поражение. К этой группе заболеваний относятся:
- Системная красная волчанка
- Дерматомиозит (полимиозит)
- Системная склеродермия
- Смешанное соединительнотканное заболевание (синдром Шарпа)
- Болезнь Шегрена
- Псориатический артрит